# Landessportler des Jahres (Burgenland)
Die Sportlerwahl des Jahres findet im Burgenland seit 2000 statt und wird von den burgenländischen Sportjournalisten durchgeführt.

## Organisation
Vergeben wird dieser Preis in den vier Kategorien Sportler des Jahres, Sportlerin des Jahres, Mannschaft des Jahres und Trainer des Jahres (seit 2002).
Zunächst werden unter allen Kandidaten fünf Nominierte bekanntgegeben. Aus diesen Top 5 in jeder Kategorie wird dann in geheimer Abstimmung der Sieger gewählt, der dann offiziell bei der Nacht des Sports bekanntgegeben wird. Unterstützt wird die Sportlerwahl vom Burgenländischen Sportpool.
Zusätzlich werden bei der Nacht des Sports auch die Wolfgang Mesko-Trophy für die besten Nachwuchssportler und der Preis der Pepi-Kamper-Stiftung vergeben.

## Mehrfachgewinner
In der Kategorie Sportler des Jahres konnte der Golfprofi Bernd Wiesberger bislang acht Mal die Auszeichnung entgegennehmen. Der Segler Andreas Geritzer gewann die Trophäe viermal, der Ex-Radprofi René Haselbacher und Fußballer Andreas Ivanschitz gewannen die Trophäe zweimal.
In der Kategorie Sportlerin des Jahres konnten die Snowboarderin Julia Dujmovits sechs Trophäen mit nach Hause nehmen. Kickboxerin Nicole Trimmel wurde vier Mal Siegerin und die Eva Friesenhahn gewannen zweimal. Bei der Trainer-Wahl wurde Paul Gludovatz vier Mal zum Sieger gekürt und ist somit einziger Mehrfachgewinner dieser Kategorie.
Bei der Mannschaft des Jahres gewann der SV Mattersburg gleich sieben Mal. Die Oberwart Gunners siegten viermal.

## Die ausgezeichneten Sportler
| Jahr | Sportler               | Sportlerin          | Mannschaft                                       | Trainer            | Aufsteiger/in      |
| ---- | ---------------------- | ------------------- | ------------------------------------------------ | ------------------ | ------------------ |
| 2000 | Andreas Geritzer       | Elvira Fischer      | SV Mattersburg                                   | –                  |                    |
| 2001 | Andreas Geritzer -2-   | Eva Friesenhahn     | Segeln Binder/Fellner/Moser                      | –                  |                    |
| 2002 | René Haselbacher       | Ruth Schneeberger   | SV Mattersburg -2-                               | Werner Gregoritsch |                    |
| 2003 | Andreas Ivanschitz     | Eva Friesenhahn -2- | SV Mattersburg -3-                               | Paul Gludovatz     |                    |
| 2004 | Andreas Geritzer -3-   | Nicole Trimmel      | Oberwart Gunners                                 | Pit Stahl          |                    |
| 2005 | Andreas Geritzer -4-   | Nicole Trimmel -2-  | SV Mattersburg -4-                               | Franz Lederer      |                    |
| 2006 | René Haselbacher -2-   | Nikola Hofmanova    | SV Mattersburg -5-                               | Gerald Vogler      |                    |
| 2007 | Georg Tischler         | Julia Dujmovits     | SV Mattersburg -6-                               | Paul Gludovatz -2- |                    |
| 2008 | Bernd Wiesberger       | Birgit Koschischek  | Oberwart Gunners -2-                             | Paul Gludovatz -3- |                    |
| 2009 | Andreas Ivanschitz -2- | Miriam Ziegler      | Eisenstädter Schwimmunion                        | Paul Gludovatz -4- |                    |
| 2010 | Bernd Wiesberger       | Nicole Trimmel -3-  | FC Südburgenland                                 | Dietmar Kühbauer   |                    |
| 2011 | Bernd Wiesberger -2-   | Julia Dujmovits -2- | Oberwart Gunners -3-                             | Neno Ašćerić       |                    |
| 2012 | Bernd Wiesberger -3-   | Julia Dujmovits -3- | Segler Schmid/Reichstädter                       | Tom Weninger       |                    |
| 2013 | Bernd Wiesberger -4-   | Julia Dujmovits -4- | Oberwart Gunners -4-                             | Paul Hafner        |                    |
| 2014 | Bernd Wiesberger -5-   | Julia Dujmovits -5- | UBC Güssing Knights                              | Matthias Zollner   |                    |
| 2015 | Bernd Wiesberger -6-   | Julia Dujmovits -6- | SV Mattersburg -7-                               | Ivica Vastić       |                    |
| 2016 | Bernd Wiesberger -7-   | Nicole Trimmel -4-  | Segler Zajac/Frank                               | Chris Chougaz      |                    |
| 2017 |                        |                     |                                                  |                    |                    |
| 2018 |                        |                     |                                                  |                    |                    |
| 2019 |                        |                     |                                                  |                    |                    |
| 2020 |                        |                     |                                                  |                    |                    |
| 2021 |                        |                     |                                                  |                    |                    |
| 2022 | Nico Wiener            | Lena Grabowski      | Richard Zechmeister (im Team mit Sylvia Steiner) | Rolf Meixner       | Matthias Braunöder |